# Francesco Postiglione
Francesco Postiglione (* 29. April 1972 in Neapel) ist ein ehemaliger italienischer Schwimmer und Wasserballspieler. Im Wasserball war er Olympiadritter 1996, Weltmeisterschaftszweiter 2003, Europameister 1995, Europameisterschaftsdritter 1999 und Europameisterschaftszweiter 2001.

## Sportliche Karriere
Der 1,86 Meter große Francesco Postiglione gewann mehrere italienische Meistertitel über 200 Meter Brust. Bei den Weltmeisterschaften 1991 in Perth wurde er auf dieser Distanz Zweiter im B-Finale und belegte damit den zehnten Platz insgesamt. Bei den Mittelmeerspielen 1991 in Athen wurde Postiglione sowohl über 100 Meter Brust als auch über 200 Meter Brust Fünfter. 1992 trat Postiglione bei den Olympischen Spielen in Barcelona an und belegte als Achter des B-Finales den 16. Rang.
Als Wasserballspieler begann Postiglione bei den Carabinieri und spielte bis 1996 in Rom. Von der Saison 1996/97 bis zur Saison 2007/08 spielte Postiglione in seiner Heimatstadt Neapel bei CN Posillipo. 2000, 2001 und 2004 wurde er mit Posillipo italienischer Meister. In den 1980er Jahren hatte bereits Francescos Cousin Stefano Postiglione mehrere Meistertitel mit Posillipo gewonnen.
1994 debütierte Postiglione in der Nationalmannschaft. 1995 bei der Europameisterschaft in Wien spielte Postiglione erstmals bei einem großen Turnier. Die Italiener besiegten im Halbfinale die deutsche Mannschaft mit 10:9 und im Finale die Ungarn mit 10:8. Im Jahr darauf bei den Olympischen Spielen in Atlanta gewannen die Italiener ihre Vorrundengruppe und bezwangen im Viertelfinale die russische Mannschaft. Nach der 6:7-Halbfinalniederlage gegen die Kroaten besiegten die Italiener im Spiel um Bronze die Ungarn mit 20:18. Das Spiel endete erst nach der zweiten Verlängerung. Francesco Postiglione warf insgesamt sieben Tore, zwei davon im Spiel um den dritten Platz.
Bei der Europameisterschaft 1997 in Sevilla unterlagen die Italiener den Spaniern im Spiel um den fünften Platz mit 6:8. Im Jahr darauf fand die Weltmeisterschaft wie 1991 in Perth statt, Postiglione war diesmal im Wasserball dabei. Er warf fünf Turniertore, seine Mannschaft erreichte den fünften Rang mit einem 14:3 gegen die russische Mannschaft. 1999 bei der Europameisterschaft in Florenz verloren die Italiener im Halbfinale gegen die Ungarn. Im Spiel um den dritten Platz siegten die Italiener mit 7:6 gegen die Griechen. Beim olympischen Wasserballturnier 2000 in Sydney unterlagen die Italiener im Viertelfinale den Ungarn. Mit zwei Siegen in den Platzierungsspielen erreichten die Italiener den fünften Rang. Francesco Postiglione war in allen acht Spielen dabei und warf sieben Tore.
Im Juni 2001 fand die Europameisterschaft in Budapest statt. Die Italiener erreichten das Endspiel mit Siegen über Griechenland im Viertelfinale und über Ungarn im Halbfinale. Im Endspiel unterlagen sie den Jugoslawen, also der Mannschaft aus Serbien und Montenegro. Einen Monat später wurde die Weltmeisterschaft in Fukuoka ausgetragen. Nach der Halbfinalniederlage gegen die Spanier unterlagen die Italiener im Spiel um Bronze den Russen mit 6:7. 2003 bei der Europameisterschaft in Slowenien warf Francesco Postiglione drei Tore. Die italienische Mannschaft belegte den neunten Platz. Einen Monat später bei der Weltmeisterschaft in Barcelona siegten die Italiener im Viertelfinale gegen die Australier und im Halbfinale gegen die Mannschaft aus Serbien und Montenegro. Im Finale gewannen die Ungarn mit 11:9 nach der zweiten Verlängerung. 2004 bei den Olympischen Spielen in Athen warf Francesco Postiglione insgesamt zehn Tore, davon vier im Vorrundenspiel gegen Deutschland. Die italienische Mannschaft verpasste den Einzug ins Viertelfinale und belegte schließlich den achten Platz.
Bei der Weltmeisterschaft 2005 in Montreal unterlagen die Italiener den Griechen im Viertelfinale. Nach zwei weiteren Niederlagen in den Platzierungsspielen belegten sie den achten Platz. Zwei Jahre später unterlagen die Italiener bei der Weltmeisterschaft 2007 in Melbourne im Viertelfinale den Spaniern mit 5:7. Nach den Platzierungsspielen wurden die Italiener Fünfte.